# Sympycnus angustipennis
Sympycnus angustipennis är en tvåvingeart som beskrevs av Aldrich 1901. Sympycnus angustipennis ingår i släktet Sympycnus och familjen styltflugor. Inga underarter finns listade i Catalogue of Life.